# Christa Mutter
Christa Mutter (* 1960 in Niederwald VS) ist eine Schweizer Politikerin (Grüne), Historikerin und Journalistin.

## Biografie

### Ausbildung, Beruf
Von 1980 bis 1987 studierte Mutter an der Universität Fribourg Zeitgenössische Geschichte, Journalistik und Kommunikationswissenschaften. Ab 1989 war sie Westschweiz-Korrespondentin für diverse Medien in der Deutschschweiz. Diese Arbeit übte sie bis 2001 aus. Danach arbeitete sie als Kommunikationsberaterin. Daneben schrieb sie vereinzelt wissenschaftliche Beiträge unter anderem im Historischen Lexikon der Schweiz.

### Politische Karriere
Von 1989 bis 2013 war sie Vorstandsmitglied und zeitweise Vize-Präsidentin bei der Alpen-Initiative. Ab 2006 war sie Mitglied im Grossen Rat des Kantons Freiburg für die Grünen.  2006 kandidierte Mutter erfolglos für den Freiburger Regierungsrat. 2021 trat sie nicht mehr erneut zur Wiederwahl als Grossrätin an. Seit 2019 sitzt sie im Vorstand der Klima-Allianz Schweiz.

## Werke (Auswahl)
- Frauenbild und politisches Bewusstsein im schweizerischen katholischen Frauenbund. Der Weg des SKF zwischen Kirche und Frauenbewegung. Lizenziatsarbeit Universität Fribourg. Freiburg 1987.
- Höhepunkte der Freiburger Brückengeschichte. In: Kunst + Architektur in der Schweiz / Art + architecture en Suisse / Arte + architettura in Svizzera. Band 46, 1995, S. 144–154, doi:10.5169/seals-394016.